# Картедж (Міссісіпі)
Картедж (англ. Carthage) — місто (англ. city) в США, в окрузі Лік штату Міссісіпі. Населення — 4901 особа (2020).

## Географія
Картедж розташований за координатами 32°44′39″ пн. ш. 89°32′0″ зх. д. / 32.74417° пн. ш. 89.53333° зх. д. (32.744227, -89.533452).  За даними Бюро перепису населення США в 2010 році місто мало площу 24,18 км², з яких 24,05 км² — суходіл та 0,13 км² — водойми.

## Демографія
Згідно з переписом 2010 року, у місті мешкало 5075 осіб у 1639 домогосподарствах у складі 1147 родин. Густота населення становила 210 осіб/км².  Було 1799 помешкань (74/км²).
Расовий склад населення:
| - 47,0 % — чорних або афроамериканців - 39,5 % — білих - 3,5 % — корінних американців - 0,2 % — азіатів - 8,5 % — осіб інших рас |

До двох чи більше рас належало 1,3 %. Частка іспаномовних становила 12,3 % від усіх жителів.
За віковим діапазоном населення розподілялося таким чином: 30,5 % — особи молодші 18 років, 56,3 % — особи у віці 18—64 років, 13,2 % — особи у віці 65 років та старші. Медіана віку мешканця становила 30,2 року. На 100 осіб жіночої статі у місті припадало 99,7 чоловіків;  на 100 жінок у віці від 18 років та старших — 94,8 чоловіків також старших 18 років.
Середній дохід на одне домашнє господарство  становив 43 837 доларів США (медіана — 24 806), а середній дохід на одну сім'ю — 46 833 долари (медіана — 29 392). Медіана доходів становила 37 465 доларів для чоловіків та 25 068 доларів для жінок. За межею бідності перебувало 46,9 % осіб, у тому числі 66,4 % дітей у віці до 18 років та 27,5 % осіб у віці 65 років та старших.
Цивільне працевлаштоване населення становило 1609 осіб. Основні галузі зайнятості: виробництво — 24,4 %, освіта, охорона здоров'я та соціальна допомога — 20,9 %, мистецтво, розваги та відпочинок — 15,2 %, науковці, спеціалісти, менеджери — 10,4 %.